# Georges Grisel
Pour les articles homonymes, voir Grisel.
Georges Grisel, né le 13 janvier 1765 à Abbeville, mort le 22 juin 1812 à Nantes, est un militaire français.

## Biographie
Fils d'un tailleur d'Abbeville, il s'engage à La Rochelle dans le régiment d'infanterie Royal-Comtois à la fin de 1782, en vue d'une expédition dirigée contre Gibraltar. Le traité de Versailles ayant mis fin à la guerre d'indépendance américaine, il est réformé en juin 1784, à cause de sa petite taille selon Gérard Walter. Il devient alors apprenti tailleur chez son père, avant de s'installer comme tailleur à Paris.
En 1791, il reprend du service au sein du 1er bataillon de volontaires de la Somme le 3 septembre 1791 et prend part aux campagnes de la Révolution, au sein de l'armée du Nord, gravissant les grades : caporal le 16 avril 1792, sergent major le 27 avril suivant, lieutenant quartier-maître le 18 janvier 1793, il est fait capitaine le 27 frimaire an II (17 décembre 1793).
Passé capitaine au 3e bataillon de la 38e demi-brigade le 7 thermidor an II (25 juillet 1794), il est cantonné au camp de Grenelle en 1796 quand il fait la connaissance d'Augustin Darthé et entre dans la Conjuration des Égaux, le 1er avril. Nommé au poste d'agent de liaison avec les militaires, il rédige plusieurs pamphlets. Il semble qu'il ait adhéré au début à ses objectifs, mais il la trahit bientôt, par intérêt sans doute, mais aussi par peur d'être découvert et de nouveau réformé, parce qu'il doute du succès de l'opération et a le sentiment de s'être fourvoyé. Devant l'espoir d'une promotion, il en révèle l'existence à Carnot le 3 mai 1796 et reçoit pour cela une « gratification » de 30 francs le 6. Le 10 mai, il organise l'arrestation de Babeuf. L'un des principaux témoins à charge lors du procès de Vendôme, il est réintégré dans l'armée en janvier 1797.
Il est entendu comme témoin dans le procès des mutins du camp de Grenelle le 20 février 1797. Cela lui vaut des « vexations » à la 52e demi-brigade, où il est officier ; il s'en plaint à Carnot qui le fait nommer, le 1er vendémiaire an IX (23 septembre 1800), adjudant de place de 2e classe à Nantes (armée de l'Ouest). Élevé au grade d'adjudant de 1re classe le 5 fructidor an XII (23 août 1804), il occupe ces fonctions jusqu'à sa mort.

## Sources partielles
- Jean-Paul Bertaud, « Grisel Georges », Albert Soboul (dir.), Dictionnaire historique de la Révolution française, Paris, Presses universitaires de France, 1989 (rééd. Quadrige, 2005, p. 524)
- Bernard-Adolphe Granier de Cassagnac Histoire du Directoire, Paris, Henri Plon, 1855, tome 2, p. 172-173 et pièces justificatives no 1 et 2, p. 455-456